# 279-я стрелковая дивизия (1-го формирования)
279-я стрелковая дивизия 1 формирования (279 сд I) — соединение стрелковых войск РККА Вооружённых Сил СССР в период Великой Отечественной войны. Период боевых действий: с 4 августа по 15 ноября 1941 года.

## История формирования дивизии
Постановлением ГКО СССР № 48 от 8 июля было принято решение сформировать новые дивизии, в том числе 8 стрелковых дивизий в Московском военном округе. Полки 279-й сд были сформированы на основе 6-й запасной стрелковой бригады, а командно начальствующий состав — из 20-й Московской стрелковой дивизии народного ополчения Сокольнического района.
Штаб дивизии во время формирования находился в Горьковском Кремле, а полки формировались на территориях городов Горького (ныне Нижний Новгород), Дзержинска, Арзамаса, Владимира.

## Боевой путь дивизии
4 августа 1941 года после получения приказа о дислокации на фронт части 279-й сд отправились через станцию Сортировочная в Горьком в Москву и далее через Тулу в Людиново, куда прибыли 8 августа 1941 года.
Из письма бойца дивизии Ивана Любимова о данном переходе: «…с 6 на 7 были всё время начеку…был налет на город вражеских самолетов…они встречены сильным огнем зенитной артиллерии… В воздухе было много грохота от выстрелов и взрыва снарядов, что давало небольшое представление о фронте. Наши сердца еще больше ожесточались и вызывали лютую злобу к врагу и готовность драться не щадя своей силы и жизни».
Чтобы войти в состав 43-й армии частям 279-й сд пришлось совершить марш-бросок на Западный фронт к р. Десна в районы Дятьково, Жуковка и занять оборону на берегу. Бойцы дивизии 1001-го стрелкового полка вспоминают, что части заняли местность на три дня раньше немецких войск, что позволило им закрепиться и остановить продвижение противника.
15 августа Директивой Верховного Главнокомандующего № 00926 некоторые части 43-й армии были переданы 50-й армии для формирования Брянского фронта, а 279-й сд вместе с 217-й сд оставлена на линии обороны для прикрытия.. К 17 августа 1941 г. дивизия заняла оборону в районе Вороново, где успешно отбивала атаки врага.
По оперсводке 27 августа дивизия с переменным успехом вела бои близ посёлка Троицкое. Во время боёв с 15 по 27 августа дивизия захватила трёх пленных, шесть пулемётов, один мотоцикл и уничтожила два танка, две бронемашины и один мотоцикл, понеся при этом потери порядка двухсот бойцов.

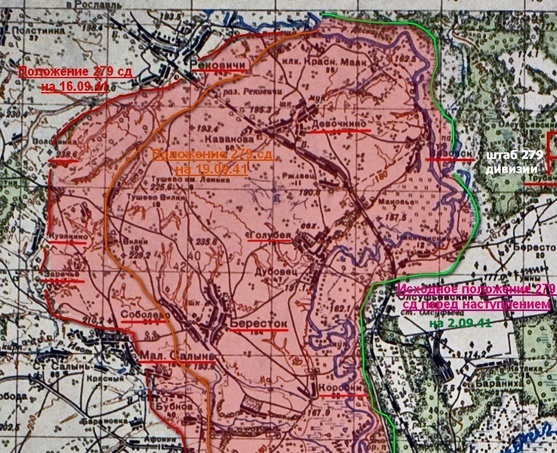
Боевые действия 279-й сд со 2 по 16 сентября

В начале сентября 279-я сд была переброшена под Брянск, где вместе с 278-й, 290-й и 299-й сд вошла в ударную группировку в Рославльском направлении. 279-я сд был отдан приказ со 2 сентября наступать на Рославль по левому флангу через Бересток и Жабово, захватывая районы близ Хлистовки, Алешни, Любимовки, Слободы. Хотя подготовка Рославль-Новозыбковского наступления была слишком стремительной, отчего была неудачной, 2.09 дивизия захватила д. Девочкино, 3.09 — Голубея и Бересток, 4.09 — вела бои за Рековичи, Малая и Старая Салыни с переменным успехом. Продвинувшись на 7-10 км, дивизии заняла оборону.
За 12 дней операции было уничтожено 3486 вражеских бойцов, а потеряно 3873 человека убитыми, 11464 ранеными, пропали без вести 14904 человека, попали в плен 68 человек.
15 сентября 279-я сд закрепилась на рубеже Рековичи, Тушево, Вилки, Рябец, Соболево, где её части вели оборонительные бои и разведывательные вылазки.
21 сентября 1941 г. на участке 1003-го сп произошёл прорыв в тыл, где немецкие солдаты атаковали 3-ю роту и штаб полка в деревне Девочкино, и, не встретив достойного сопротивления, ушли безнаказанно. В связи с этим был отстранён командир полка и объявлены строгие выговоры другим должностным лицам.
Во время октябрьской операции «Тайфун» немецким войскам удалось разделить части 279-й сд, вследствие чего была утеряна связь между полками. 6 октября дивизия была взята в окружение под Брянском, потеряв связь с армией. Прорываясь с боем, 8 октября заняла оборону восточного берега р. Болва.
На 16 октября в дивизии осталось порядка полутора тысяч человек.
По данным оперативной сводки от 18 октября 1941 г.: «В ходе уничтожения 50-й армии взято в плен 55 105 человек. 279-я сд уничтожена».

## Подчинение[1]
| Дата                    | Фронт (округ)            | Армия      |
| ----------------------- | ------------------------ | ---------- |
| 08.07.1941 — 03.08.1941 | Московский военный округ |            |
| 04.08.1941 — 15.08.1941 | Резервный фронт          | 43-я армия |
| 16.08.1941 — 17.11.1941 | Брянский фронт           | 50-я армия |

## Состав дивизии
- 1001-й стрелковый полк,
- 1003-й стрелковый полк,
- 1005-й стрелковый полк,
- 831-й артиллерийский полк,
- 359-й отдельный истребительно-противотанковый дивизион,
- 552-й отдельный зенитный артиллерийский дивизион,
- 378-й разведывательный батальон,
- 574-й сапёрный батальон,
- 727-й отдельный батальон связи,
- 294-й медико-санитарный батальон,
- 360-я отдельная рота химзащиты,
- 749-й автотранспортный батальон,
- 333-й полевой хлебозавод,
- 940-я полевая почтовая станция[1][4].

## Командование
- Шелудько Павел Григорьевич — командир дивизии, полковник[1][2][4],
- Алексеев Василий Михайлович — старший комиссар дивизии[4],
- Малошицкий Исаак Яковлевич — начальник штаба дивизии, подполковник[4][14].